# Cidó
D'acord amb la mitologia grega, Cidó (en grec antic: Κύδων) va ser un heroi, fill d'Hermes i d'Acacalis (però a l'Arcàdia deien que era fill de Tegeates i Mera, la filla d'Atlas). Se'l considera fundador de la ciutat de Cidònia, a Creta.
Una tradició recollida per Parteni de Nicea explica que a Creta, Licastos es va enamorar de la filla de Cidó, Eulímene, però el seu pare ja l'havia promès amb Àpter, un noble cretenc. Licastos es trobava amb ella d'amagat, sense que ningú els descobrís. Però llavors alguns ciutadans de l'illa es van unir i es van revoltar contra Cidó, que els va fer front durant molt de temps. Va enviar emissaris a l'oracle per veure com podia vèncer els seus enemics i la resposta va ser que havia de sacrificar una donzella als herois del país. Al saber la resposta, va organitzar un sorteig entre les noies de l'illa, i per voluntat dels déus li va tocar a la seva filla ser la víctima. Licastos, al veure-la en perill de mort, va confessar que es veia amb ella des de feia temps, però l'assemblea va creure encara amb més raó que Eulímene havia de morir. Després del sacrifici, Cidó va ordenar al sacerdot que li obrís el ventre, i es va veure que estava embarassada. Àpter va entendre que havia rebut una terrible ofensa i va preparar un parany. Licastos hi va caure i Àpter el va matar. Va fugir a la cort de Xantos a Termera.